# Col·lisió continental

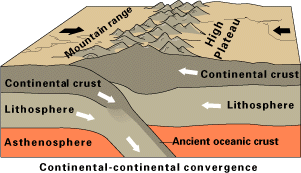
Esquema d'una col·lisió tectònica entre dos continents.

La col·lisió continental és un procés de la tectònica de plaques pel qual dues plaques tectòniques continentals entren en contacte a causa de les forces tectòniques que les empenyen. Generalment, les plaques tectòniques consten de regions oceàniques i continentals, i la col·lisió continental ocorre quan la part continental d'una placa queda totalment sota l'altra. La col·lisió continental pot llavors donar lloc a una subducció d'un continent sota un altre. La col·lisió continental dona lloc a orogènesis mitjançant l'apilament de material de l'escorça terrestre. La major part de l'orogènia Alpina, que va formar els Pirineus, els Alps, els Carpats, Zagros i l'Himàlaia entre d'altres, es deu a la col·lisió entre Àfrica i Europa i entre Índia i Àsia durant els últims 60 milions d'anys.